# Maraussan
Maraussan este o comună în departamentul Hérault din sudul Franței. În 2009 avea o populație de 3.609 de locuitori.

## Evoluția populației
| An        | 1975  | 1982  | 1990  | 1999  | 2006  | 2009  |
| --------- | ----- | ----- | ----- | ----- | ----- | ----- |
| Populație | 2.088 | 2.154 | 2.336 | 2.782 | 3.180 | 3.609 |